# Himba

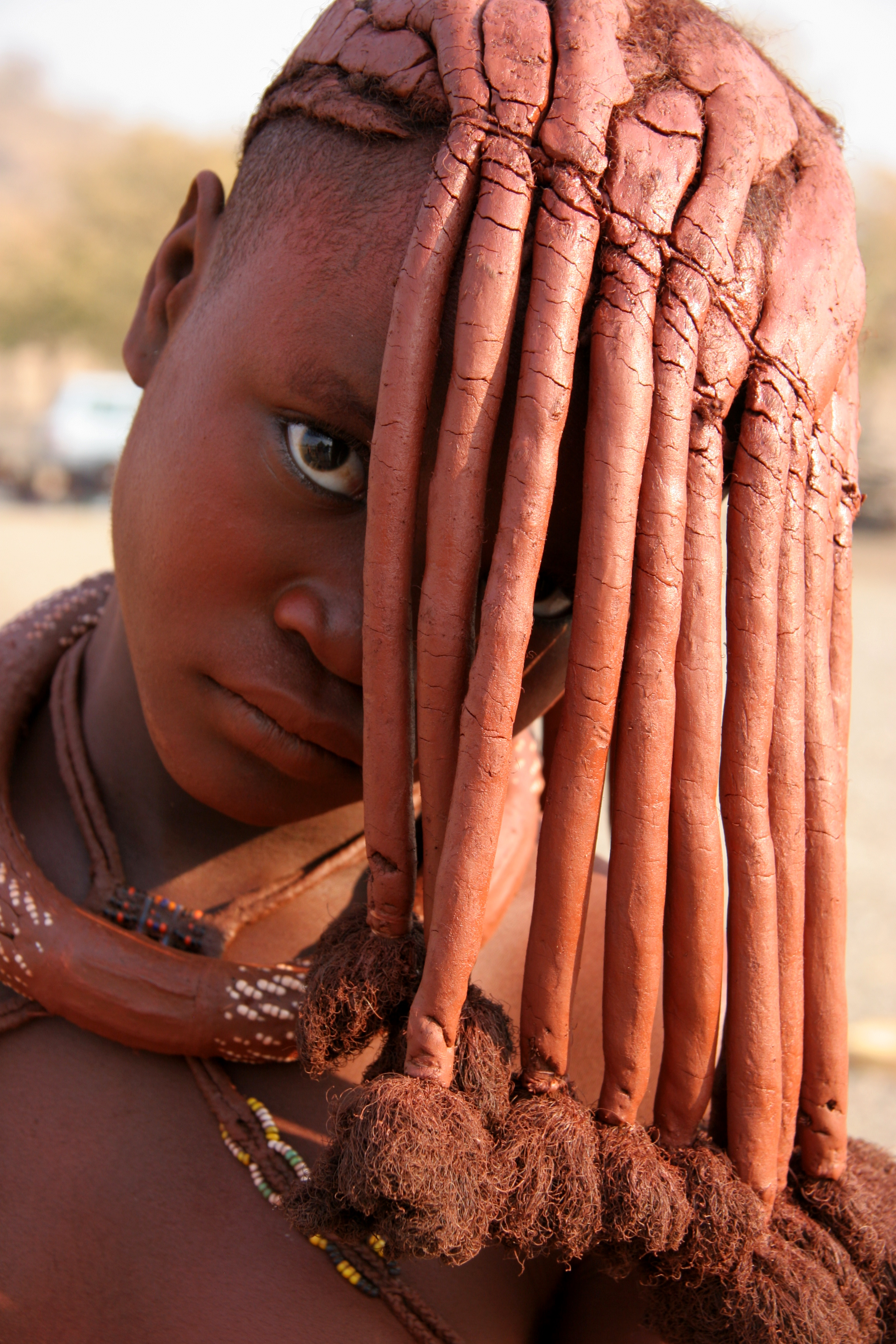
Dziewczynka ludu Himba. Fryzura zasłaniająca twarz oświadcza wszystkim, że jest zbyt młoda na zamążpójście.

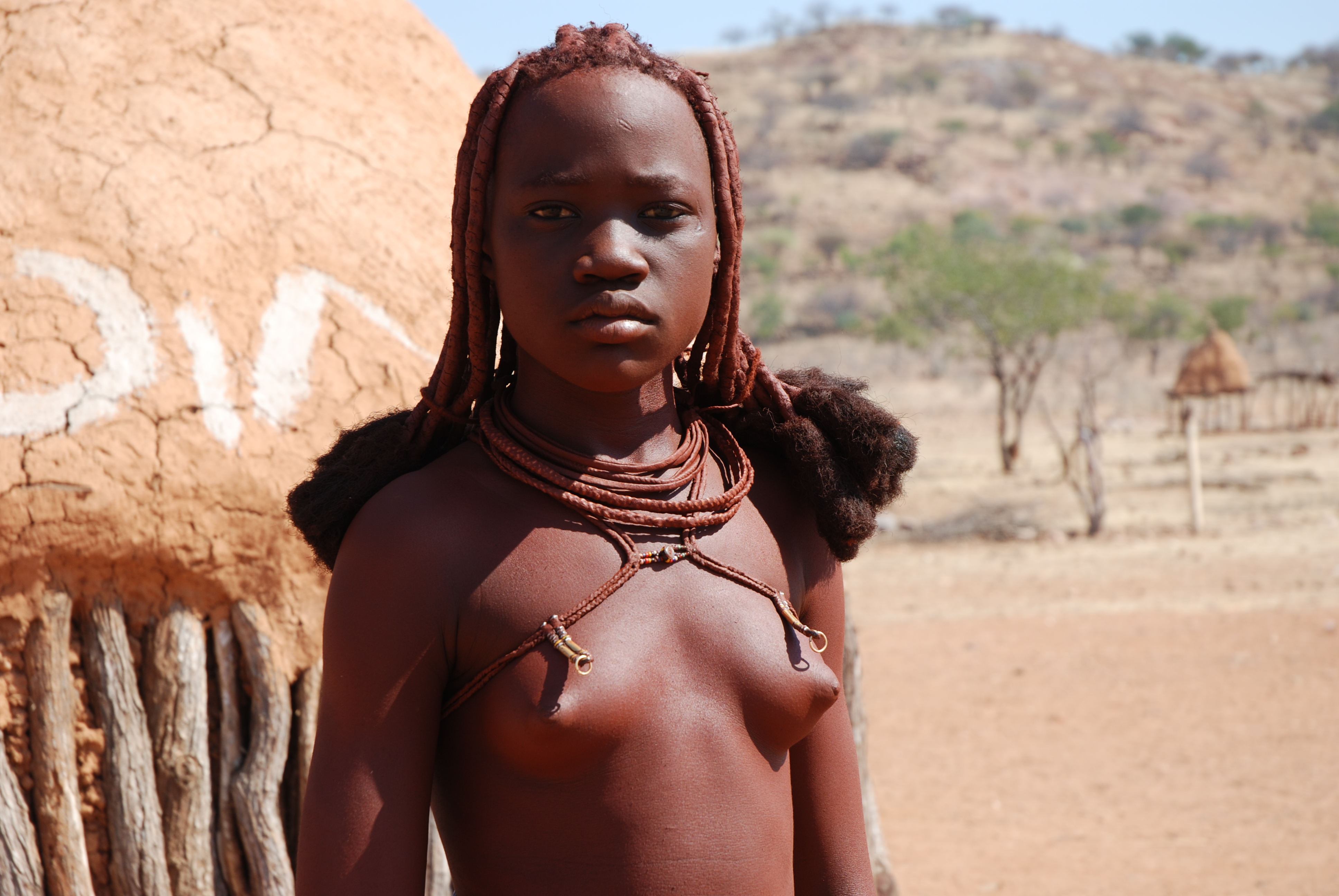
Dziewczyna ludu Himba. Fryzura bez ozdób oświadcza wszystkim, że jest gotowa do zamążpójścia.

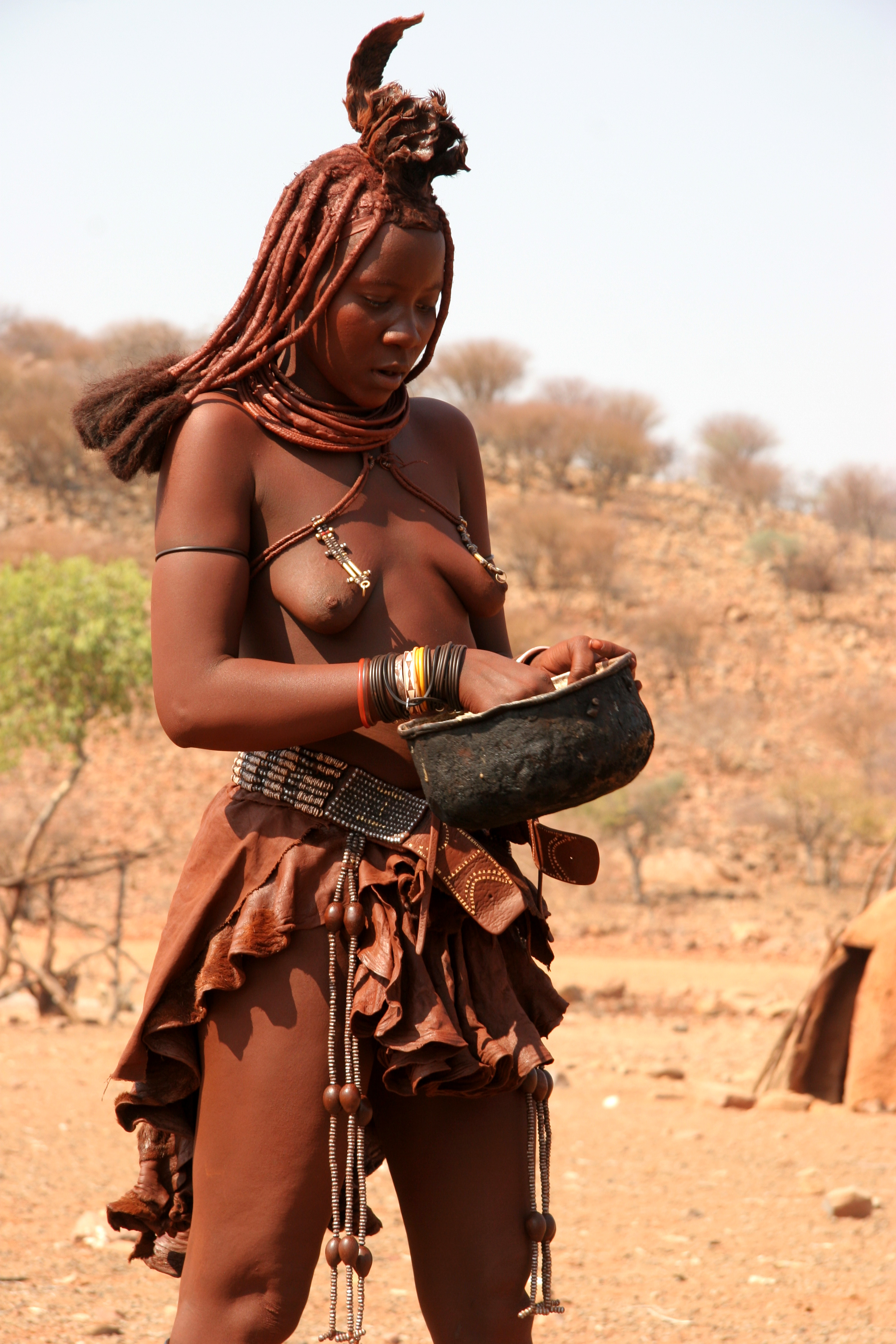
Kobieta ludu Himba. Ozdoba we włosach oświadcza wszystkim, że jest zamężna.

Himba (Ovahimba) – grupa etniczna zamieszkująca północno-zachodnią część Namibii (region Kunene, dawniej Kaokoland). Jej liczebność szacowana jest na ok. 20–50 tys. Himba są blisko powiązani z Herero, posiadają m.in. wspólny język. Prowadzą koczowniczy tryb życia, zajmują się przede wszystkim pasterstwem. Hodują głównie kozy i bydło.

## Historia
Plemię Himba pojawiło się około 1870 roku. W tym czasie pasterzy Herero w Kaokoland regularnie atakował lud Nama. Zmuszeni byli przeprawić się przez rzekę Kunene i szukać schronienia w Angoli. Zwrócili się do plemienia buszmeńskiego Ngambwe z prośbą o odstąpienie pastwisk. Od tamtej pory nazywano ich ovaHimba, co w wolnym tłumaczeniu znaczy „lud żebraczy”. W 1920 r. Himba kierowani przez wodza Vita powrócili na swoje dawne ziemie. Przez pół wieku zesłania ich droga rozeszła się całkowicie z pozostałymi Herero, którzy w międzyczasie poddali się wpływom kolonizatorów niemieckich. Przejęli od nich niektóre zwyczaje: począwszy od rolnictwa osiadłego po fasony ubiorów. Na początku XX w. Himba razem z Herero byli ofiarą eksterminacyjnej polityki prowadzonej przez niemieckie wojska kolonialne pod dowództwem Lothara von Trothy. Himba byli bliscy wyginięcia w latach 80., kiedy to długotrwała susza doprowadziła do redukcji stad bydła o 90%. Jednakże udało im się ostatecznie przetrwać, a wielu z nich obecnie zamieszkuje specjalnie wydzielone rezerwaty.

## Tryb życia
Podstawowym składnikiem w jadłospisie Himba jest mleko. Kobiety wspomagane przez starsze dzieci odganiają cielęta od wymion krów. Młode zostają zamknięte w corralu, a kobiety związują sznurem tylne nogi krów, po czym zaczynają doić mleko do drewnianych wiaderek. Po napełnieniu naczyń jedna z nich kieruje się ku wodzowi, który czerpie dłonią mleko i wypija je. Po chwili podchodzi druga oraz trzecia kobieta i scena powtarza się. Przy następnych wódz ogranicza się już tylko do umoczenia palców i symbolicznego dotknięcia ich do ust. Dopiero po zakończeniu tego rytuału mleko może być spożyte przez mieszkańców osady. U Himba ceremoniał ten powtarza się każdego dnia. Jest to jedna z ważniejszych chwil w życiu tej społeczności. Służy zachowaniu szacunku i jedności grupy. Po spełnieniu gestu lojalności mieszkańcy mogą zająć się swoimi stałymi czynnościami. Mężczyźni wyprowadzają żywy inwentarz na pastwisko, starsze dzieci pilnują kóz w oddzielnym zagrodzeniu, mamy i babcie poświęcają czas dla małych dzieci. Pozostałe kobiety wyplatają kosze, rozcierają między dwoma kamieniami kukurydzę, wiążą sobie nawzajem włosy, niektóre noszą wodę w dzbanach z odległej studni, inne spulchniają poletko z mizerną kukurydzą.
Przywództwo sprawuje najstarszy mężczyzna plemienia, który zostaje w wiosce wraz z kobietami, podczas gdy inni mężczyźni udają się na wypas kóz i bydła. Aby móc zagościć w wiosce Himba trzeba najpierw porozmawiać z wodzem i uzyskać jego przyzwolenie. W takiej chwili najlepiej jest go przekupić drobnymi podarunkami i droga do wioski wolna. Wódz nie ma aspiracji straszenia wojną sąsiadów, jego rodzina żyje skromnie od setek lat zgodnie z wielowiekowymi tradycjami. Za pomocą rąk swoich dzieci i żon zapewnia dostatek jedzenia całej rodzinie.
Kobiety zajmują tu bardzo ważne miejsce – przygotowują wyprawy pasterskie mężów, wychowują dzieci, garbują skóry, robią zapasy żywności. Za to są szanowane i powszechnie respektowane. Kobiety noszą zwykle spódniczkę z bordowej koziej skóry. Z wiekiem, kiedy walory młodości ustępują, skóra kobiet plemion Himba wciąż pozostaje gładka jak jedwab. Jest to zasługa specyficznego makijażu, jaki stosują („otjize”). Pokrywają swoje ciała i włosy mazią robioną z tłuszczu z mleka krowiego, ekstraktu z roślin, popiołu i ceglasto-czerwonej ochry. Makijaż ma wyrazisty brunatno – czerwony kolor. Przyciąga uwagę, chroni przed insektami, słońcem i odwodnieniem organizmu oraz ma ewidentnie kosmetyczne walory utrzymujące skórę kobiecą w doskonałym stanie.
Mężczyźni pasą kozy i bydło. Przy tym zajęciu spędzają większą część swojego życia. Trzoda stanowi podstawę egzystencji i odwiecznych zwyczajów ludu. Przemieszczają się o dziesiątki kilometrów od swojej osady aby zapewnić zwierzętom pastwiska nawadniane przez okresowe deszcze, ochronić przed atakami wygłodniałych hien, napoić w nielicznych wodopojach, które wysychają w porze suchej.
Domy zbudowane są z gałęzi drzew i liści palmy makalani umocnione odchodami bydła.

## Wygląd
Charakterystyczną cechą Himba są ich włosy. W czasie dojrzewania włosy dziewczynek plecione są z przodu, by zakryć jej twarz przed zalotami mężczyzn. Kobiety, które osiągnęły już dojrzałość i są gotowe do zamążpójścia wiążą włosy z tyłu głowy sznurkiem z palmy makalani. Kobiety zamężne noszą na czubku głowy skórzaną embre. Natomiast wdowy zdejmują embrę z głowy na znak żałoby.
Młodzi chłopcy mają na czubku głowy warkocz. Kiedy stają się mężczyznami warkocz ten rozdziela się na dwa. Żonaci mężczyźni noszą na głowie turban z owczej skóry. Podkreśla to również ich status wojenny. Po śmierci żony, mężczyzna ścina warkocz i nosi odkrytą głowę przez cały rok.
Cały strój kobiety waży ok. 12 kg, składają się na niego liczne bransolety na ręce i nogi, metalowe obroże, pas, korale, a także inne ozdoby, z których większość wykonana jest ze skóry, kości i metalu, pokrytych ochrą i tłuszczem. Kobiety noszą na szyi naszyjniki z muszelek, które symbolizują płodność, a liczba bransolet na kostkach nóg odpowiada liczbie posiadanych dzieci. Strój mężczyzn – jest mniej ozdobny niż strój kobiet. Każdy z nich na szyi nosi ozdoby z muszelek, u pasa uwiązaną ma spódniczkę podobną do spódniczki kobiet, a na nogach sandały z koziej skóry.

## Religia
Wierzenia Himba wywodzą się z wierzeń ludów Bantu, do których należeli przodkowie Himba. Życie religijne pasterzy kręci się wokół duchów, matki ziemi i modlitwy o pastwiska i wodę dla bydła. Większość bóstw Himba uosabia płeć żeńską.

## Zagrożenia
Jednym z niebezpieczeństw dla plemienia Himba jest brak dostatecznej ilości wody. Często głodują podczas przenoszenia swych domostw w inne bardziej żyzne i wilgotne tereny, których jest coraz mniej. Brak wody zmusza ich do utrzymywania higieny w dość niekonwencjonalny sposób. Himba myją się ziemią, a intymne części ciała podkładają pod dym unoszący się z kadzideł.
Namibia i Angola planują budowę ogromnej zapory wodnej na granicznej rzece Kunene, której koszt ma wynieść ponad 500 milionów dolarów. Tama doprowadzi do zalania 300 km² terenów i pozbawi żywności 100 tysięcy sztuk bydła. Dużym problemem pozostaje AIDS. Himba znajdują się jeszcze poza zasięgiem epidemii, która od lat dziesiątkuje ludność afrykańską. Szacuje się, że na budowę ściągnie 5 tysięcy robotników, którzy z pewnością przyczynią się do rozsiania tej choroby. O tamie mówi się już od 1996 r. i od wielu lat głosy protestów Himba pozostają bez echa dlatego, że w kołach rządowych zagłada kultury Himba uważana jest bardziej za dobrodziejstwo niż tragedię.

## Galeria

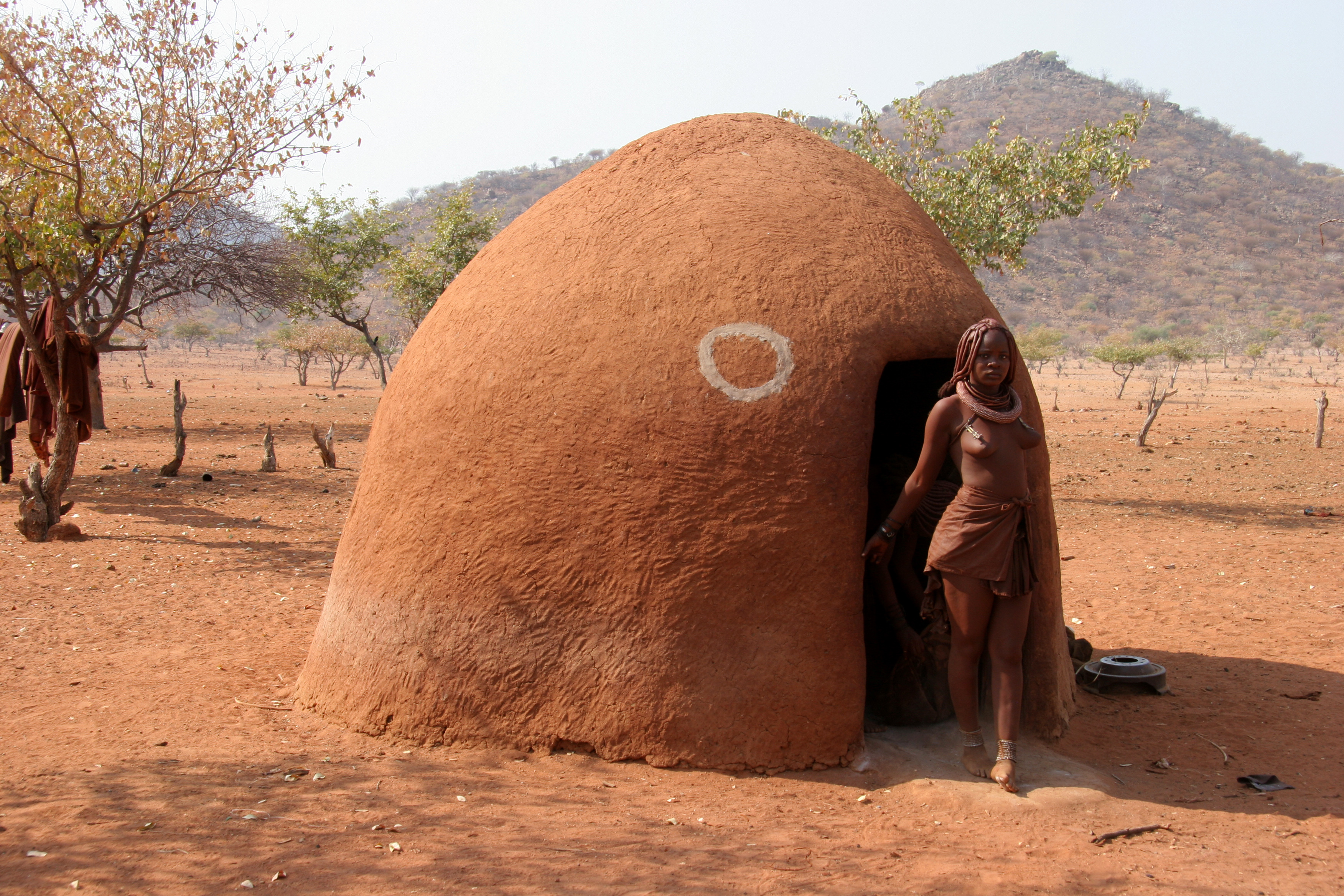
Kobieta Himba przy charakterystycznej chacie
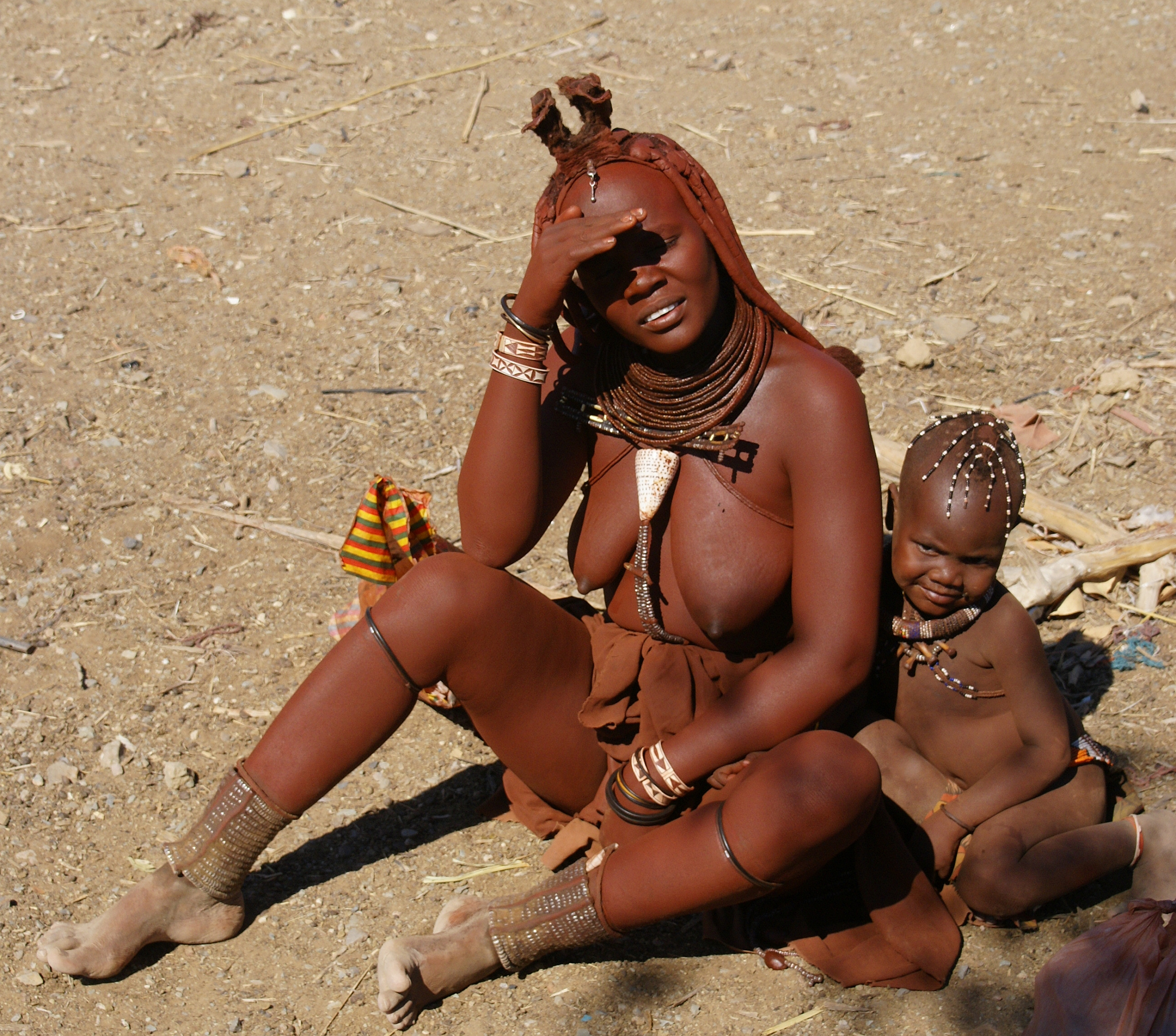
Kobieta Himba z dzieckiem
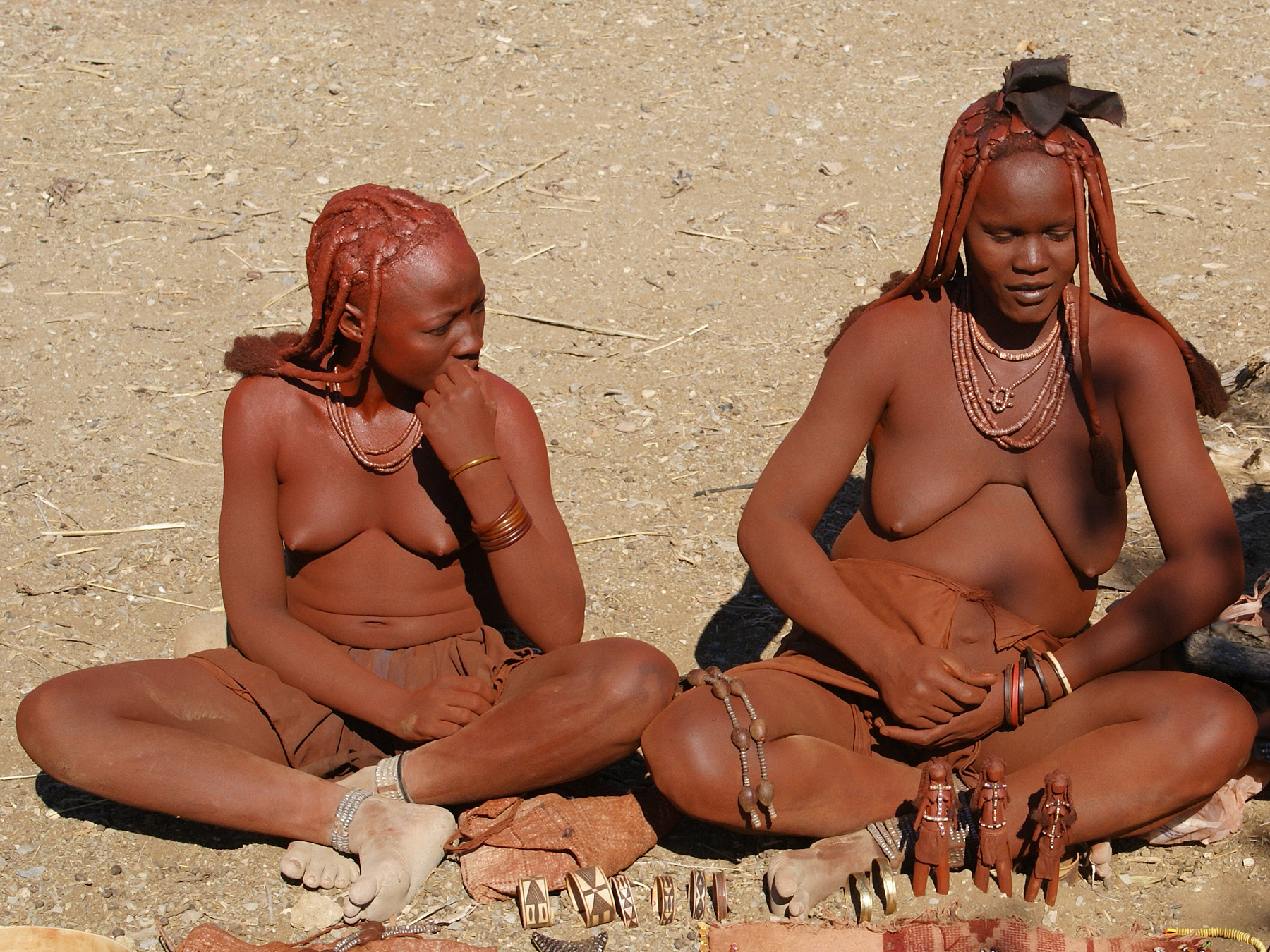
Kobiety Himba z włosami pokrytymi ochrą
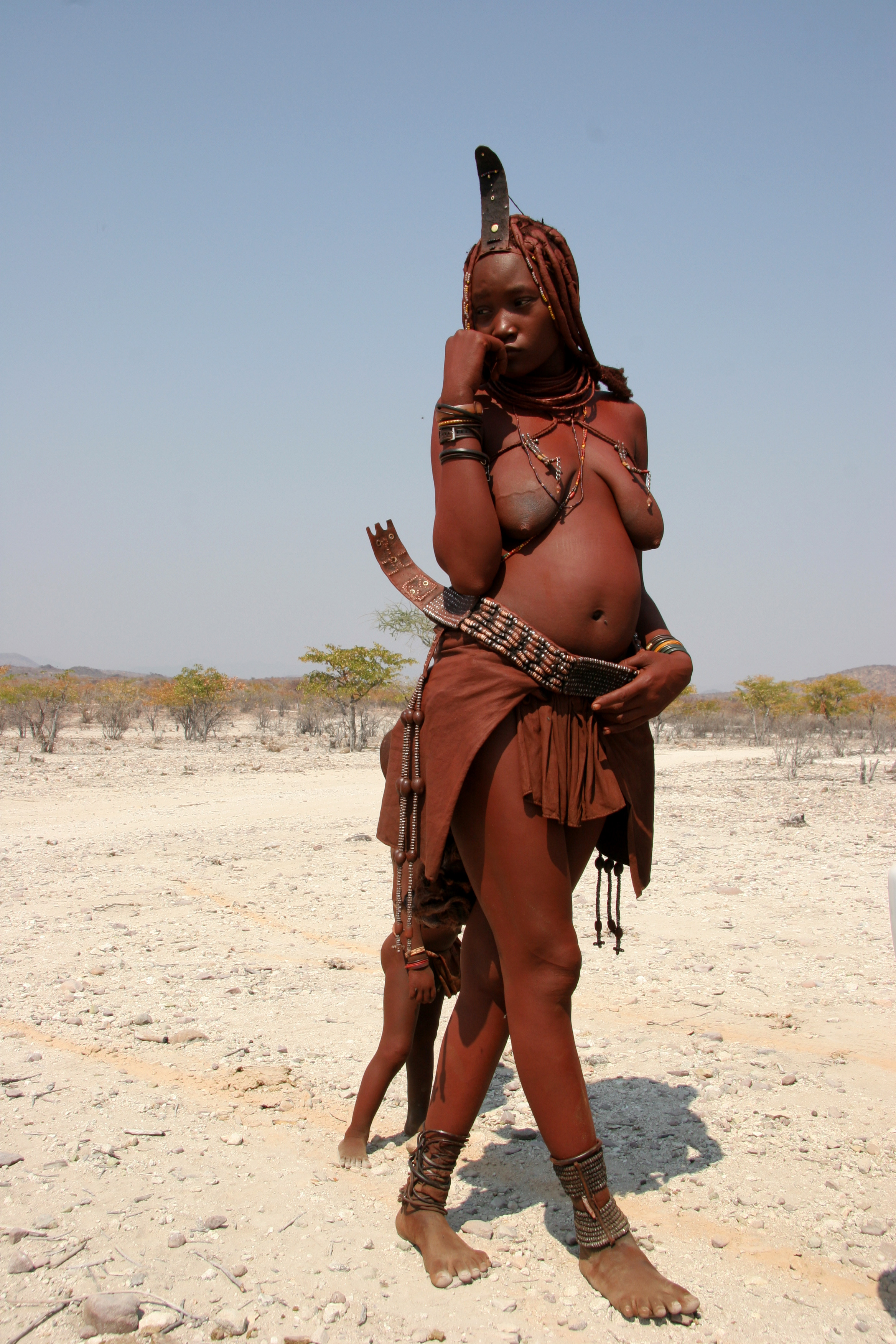
Młoda kobieta